# Sălsig
Sălsig (in ungherese Szélszeg) è un comune della Romania di 1 518 abitanti, ubicato nel distretto di Maramureș, nella regione storica della Transilvania.